# AS Monaco FC
Association Sportive de Monaco Football Club är en monegaskisk fotbollsklubb, grundad 1919, som sedan 1924 är en del av multisportklubben AS Monaco. Klubben blev professionell 1948. Även om klubben är belägen i det självständiga furstendömet Monaco har laget alltid spelat i den franska ligan. Klubben har vunnit ligan vid åtta tillfällen.

## Beskrivning
AS Monaco har alltid spelat i franska ligan, trots att laget inte är baserat i Frankrike. På grund av detta har klubben alltid setts med misstänksamhet av en del fransmän. Vissa har ansett att Monaco inte borde få använda sin fördel av brist på inkomstskatt då detta ger dem ett orättvist tillskott i klubbkassan, ungefär en tredjedel av AS Monacos budget.
Klubbens matcher brukar ha relativt liten publik (i genomsnitt 10 394 under säsongen 2003/2004). Stadens ungefärliga invånarantal är 30 000, vilket ändå gör Monaco till ett av de lag i franska ligan som har högst antal åskådare/invånare. Närmaste lokalkonkurrent är OGC Nice från grannstaden Nice med 300 000 invånare.
AS Monacos hemmaarena är Stade Louis II, en multiarena med en kapacitet på 18 500 åskådare, belägen i distriktet Fontvieille. Stadion, samt distriktet det ligger i, är byggt enbart på land som återvunnits från Medelhavet. Stadion arrangerade förr ofta Supercupen, där vinnaren av Champions League och vinnaren av UEFA-cupen mötts.

## Historik
Monaco skrällde som finalister i Champions League 2003/2004; hade under turneringens gång slagit storlag som Real Madrid och Chelsea och haft en rekordseger mot Deportivo La Coruña med 8-3. Finalen förlorades dock mot Porto med 3-0, och denna finalplats är än så länge AS Monacos största internationella framgång. 
Inför säsongen 2012/2013, när Monaco spelade i Ligue 2, blev det klart att den ryske oljemiljardären Dimitrij Jevgenevitj Rybolovlev hade köpt klubben. Detta gjorde att klubben kunde investera stora summor på spelarinköp. Klubben avancerade sig åter till Ligue 1 och därefter värvades stjärnpelarna João Moutinho, James Rodriguez, Radamel Falcao och Ricardo Carvalho.

## Meriter
- Franska ligavinnare – 1961, 1963, 1978, 1982, 1988, 1997, 2000, 2017 (8 titlar)[2]
- Franska cup-vinnare – 1960, 1963, 1980, 1985, 1991 (5 titlar)[3]
- Franska ligacupen – 2003 (1 titel)
- UEFA Champions League – andra plats 2004
- Cupvinarcupen – andra plats 1992
- Coppa delle Alpi – 1979, 1983, 1984 (3 titlar)

## Spelare

### Truppen
| 1  | Polen    | Radoslaw Majecki | 16 november 1999  | Legia Warszawa (-20) |
| 16 | Tyskland | Alexander Nübel  | 30 september 1996 | Bayern München (-21) |
| 30 | Italien  | Vito Mannone     | 2 mars 1988       | Reading (-20)        |

| 3  | Chile     | Guillermo Maripán  | 6 maj 1994       | Alavés (-19)           |
| 12 | Brasilien | Caio Henrique      | 31 juli 1997     | Atlético Madrid (-20)  |
| 14 | Tyskland  | Ismail Jakobs      | 17 augusti 1999  | Köln (-21)             |
| 15 | Frankrike | Jean Marcelin      | 12 februari 2000 | Auxerre (-20)          |
| 19 | Frankrike | Djibril Sidibé     | 29 juli 1992     | Lille (-16)            |
| 21 | Serbien   | Strahinja Pavlović | 24 maj 2001      | Partizan Belgrad (-20) |
| 26 | Frankrike | Ruben Aguilar      | 26 april 1993    | Montpellier (-19)      |
| 34 | Frankrike | Chrislain Matsima  | 15 maj 2002      | AS Monaco FC           |

| 4  | Spanien       | Cesc Fàbregas     | 4 maj 1987        | Chelsea (-19)         |
| 7  | Portugal      | Gelson Martins    | 11 maj 1995       | Atlético Madrid (-19) |
| 11 | Brasilien     | Jean Lucas        | 22 juni 1998      | Lyon (-21)            |
| 17 | Ryssland      | Aleksandr Golovin | 30 maj 1996       | CSKA Moskva (-18)     |
| 22 | Frankrike     | Youssouf Fofana   | 10 januari 1999   | Strasbourg (-20)      |
| 27 | Senegal       | Krépin Diatta     | 25 februari 1999  | Club Brügge (-21)     |
| 28 | Guinea-Bissau | Pelé              | 29 september 1991 | Rio Ave (-18)         |
| 36 | Belgien       | Eliot Matazo      | 15 februari 2002  | Anderlecht (-18)      |
| 37 | Frankrike     | Sofiane Diop      | 9 juni 2000       | Rennes (-18)          |

| 9  | Nederländerna | Myron Boadu       | 14 januari 2001 | AZ (-21)      |
| 10 | Frankrike     | Wissam Ben Yedder | 12 augusti 1990 | Sevilla (-19) |
| 39 | Frankrike     | Wilson Isidor     | 27 augusti 2000 | Rennes (-18)  |

Not: Spelare i kursiv stil är inlånade.

### Utlånade spelare
| Nr | Land          | Pos | Namn                                                   |
| -- | ------------- | --- | ------------------------------------------------------ |
|    | Nederländerna | A   | Anthony Musaba (i Heerenveen till 30 juni 2022)        |
|    | Italien       | F   | Antonio Barreca (i Lecce till 30 juni 2022)            |
|    | Frankrike     | F   | Arthur Zagre (i Utrecht till 30 juni 2022)             |
|    | Frankrike     | MV  | Benjamin Lecomte (i Atlético Madrid till 30 juni 2022) |

| Nr | Land            | Pos | Namn                                               |
| -- | --------------- | --- | -------------------------------------------------- |
|    | Elfenbenskusten | MF  | Jean-Eudes Aholou (i Strasbourg till 30 juni 2022) |
|    | Italien         | A   | Pietro Pellegri (i Milan till 30 juni 2022)        |
|    | Frankrike       | A   | Willem Geubbels (i Nantes till 30 juni 2022)       |

### Tidigare spelare (urval)
- Éric Abidal - (2000-2002)
- Emmanuel Adebayor - (2003-2006)
- Sonny Anderson - (1994-1997)
- Fabien Barthez - (1995-2000)
- Søren Busk - (1986-1987)
- John Collins - (1996-1998)
- Youri Djorkaeff - (1990-1995)
- Ludovic Giuly - (1998-2004)
- Jean-Luc Ettori - (1975-1992)
- Patrice Evra - (2002-2006)
- Mark Hateley - (1987-1990)
- Thierry Henry - (1992-1998)
- Glenn Hoddle - (1987-1991)
- Vladimir Jugović - (2001-2003)
- Jürgen Klinsmann - (1992-1994)
- Philippe Léonard - (1996-2003)
- Søren Lerby - (1986-1987)
- Maicon - (2004-2006)
- Rafael Márquez - (1999-2003)
- Roger Milla - (1979-1980)
- Fernando Morientes - (2003-2004)
- Shabani Nonda - (2000-2005)
- Delio Onnis - (1973-1980)
- Emmanuel Petit - (1988-1997)
- Dado Pršo - (1996-2004)
- Claude Puel - (1979-1996)
- John Arne Riise - (1998-2001)
- Jérôme Rothen - (2001-2006)
- Willy Sagnol - (1997-2000)
- Javier Saviola  - (2004-2005)
- Enzo Scifo - (1993-1997)
- Marco Simone - (1999-2001) & (2002-2003)
- John Sivebæk - (1991-1992)
- Lilian Thuram - (1991-1996)
- David Trézéguet - (1995-2000)
- George Weah - (1988-1992)

### Svenska spelare i Monaco
Fyra svenskar har genom åren spelat i AS Monaco.
- Ralf Edström: 1981–83[5]
- Pontus Farnerud: 1999–2003, 2004–05[6]
- Petter Hansson: 2010–12[7]
- Emir Bajrami: 2012–13 (på lån från FC Twente)[8]

## Tränarhistoriken
- Jean Batmale :1953-1956
- Elek Schwartz :1953-1956
- Angelo Grizzetti :1953-1956
- Ludwic Dupal :1953-1956
- Anton Marek :1956-1957
- Louis Pirroni :1957-1958
- Lucien Leduc :1958-1963
- Roger Courtois :1963-1965
- Louis Pirroni :1965-1966
- Pierre Sinibaldi :1966-1969
- Louis Pirroni :1969-1970
- Robert Domergue :1969-1970
- Jean Luciano :1970-1972
- Ruben Bravo :1972-1974
- Alberto Muro :1974-1975
- Armand Forcherio :1976
- Lucien Leduc :1977-1979
- Gérard Banide :1979-1983
- Lucien Muller :1983-1986
- Stefan Kovacs: 1986-1987
- Arsène Wenger : 1987-1995
- Jean-Luc Ettori : 1995-1995
- Gérard Banide : 1995
- Jean Tigana : 1995-1999
- Claude Puel : 1999-2001
- Didier Deschamps : 2001-2005
- Francesco Guidolin : 2005-2006
- László Bölöni : 2006
- Laurent Banide : 2006-2007
- Ricardo Gomes : 2007-2009
- Guy Lacomble : 2009-2011
- Laurent Banide : 2011
- Marco Simone : 2011-2012
- Claudio Ranieri : 2012-2014
- Leonardo Jardim : 2014-2018
- Thierry Henry : 2018-2019
- Leonardo Jardim : 2019
- Robert Moreno : 2019–2020
- Niko Kovač : 2020–2021
- Philippe Clement : 2022–

## Källhänvisningar
1. ↑  ”Football” (på franska). [[AS Monaco (sportklubb)|]]. https://www.asm.asso.mc/fr/sections/football/2021. Läst 8 april 2023.
2. ↑  "Palmarès Championnat de France". Lequipe.fr. Läst 30 juni 2014. (franska)
3. ↑  "Palmarès Coupe de France". Lequipe.fr. Läst 30 juni 2014. (franska)
4. ↑  ”Players”. asm-fc.com. Arkiverad från originalet den 9 augusti 2018. https://web.archive.org/web/20180809150603/http://www.asmonaco.com/en/first-team/players-278.html. Läst 4 oktober 2020.
5. ↑  Hedberg, Martin (2006-08-15): "Här är Ralf Edström". Sverigesradio.se. Läst 30 juni 2014.
6. ↑  "Pontus Farnerud". Arkiverad 24 juli 2014 hämtat från the Wayback Machine. Eurosport.se. Läst 30 juni 2014.
7. ↑  Sport P4 Halland (2010-06-04): "Petter Hansson till Monaco". Sverigesradio.se. Läst 30 juni 2014.
8. ↑  Frantz, Alf: "Svenska utlandsproffs 2012/13 & 2013".  Svenskfotboll.se. Läst 30 juni 2014.